# آلن بونان
آلن بونان (به فرانسوی: Alain Bonnand) نویسنده قرن بیستم میلادی اهل فرانسه است.